# Фантастична четвірка (фільм, 2005)
«Фантастична четвірка» (англ. Fantastic Four) — американський супергеройський фільм режисера Тіма Сторі, оснований на ідеї Стена Лі та Джека Кірбі про однойменну команду супергероїв Marvel Comics. Головні ролі зіграли Йоан Гріффідд, Джессіка Альба, Майкл Чикліс, Кріс Еванс, Джуліан Макмехон, Лорі Голден і Керрі Вашингтон.
Це другий повнометражний фільм про Фантастичну четвірку. Попередня спроба була фільмом категорії B продюсера Роджера Кормана, який так і не вийшов на екрани. «Фантастична четвірка» з'явилася в кінотеатрах Сполучених Штатів 8 липня 2005 року. Попри загалом негативні відгуки критиків фільм зібрав понад 333 мільйони доларів у світовому прокаті і став касовим хітом. Сиквел Фантастична четвірка 2: Вторгнення Срібного серфера що вийшов 2007 року. Перезавантаження вийшло у 2015 році.

## Сюжет
Винахідник, астронавт і вчений Рід Річардс (Йоан Гріффідд) як ніколи близький до здійснення своєї мрії. Він очолює експедицію в космос, у центр космічних бурь. Там він сподівається розкрити секрети генетичного коду людини і примусити їх працювати на благо людей. Історичний політ мало не зривається, коли уряд урізує його фінансову підтримку, але Річардсу приходить на допомогу його старий шкільний суперник, а зараз підприємець-мільярдер, Віктор Фон Дум (Джуліан Макмехон).У команду Ріда входять його найкращий друг, астронавт Бен Грімм (Майкл Чикліс); Сью Шторм (Джессіка Альба), колишня подруга Ріда і директор програми генетичних досліджень; і молодий брат Сью, пілот Джоні Шторм (Кріс Еванс). Узявши на борт свого добродійника Фон Дума, четвірка вирушає в космос.
Бен вирушає у відкритий космос з метою поставити досліджувані зразки, а Віктор тим часом збирається зробити Сью пропозицію. Раптом Рід виявляє що він неправильно розрахував швидкість шторму, що наближається до них - тепер хмара прибуде до станції за дев'ять хвилин. Він повідомляє про це Віктора і йде повернути Бена. Попри зусилля членів команди, хмара космічної радіації охоплює станцію і члени команди отримують дозу опромінення.
3 дні потому вони відпочивають у санаторії Віктора, і начебто з ними все гаразд. Джонні кепкує з Бена, а Рід навідує Сью. Тим часом Віктору повідомляють що через цей інцидент, його акції знецінилися. Джонні збирається у гори покататися на сноуборді і кличе з собою медсестру. Вона вимірює йому температуру і помічає, що вона аномально висока, хоча Джонні себе почуває чудово. Рід і Бен на терасі розмовляють про свої стосунки зі Сью і Рід повторює йому, що вони розійшлися бо вона так вирішила. А Джонні з медсестрою тим часом прибувають у гори. Під час спуску медсестра помічає що Джонні горить. Він намагається збити полум'я, але падає в провалля. Раптом він увесь займається і влітає у кучугур. Прибула на місце медсестра приймає його пропозицію побути з нею у своєрідному джакузі. Рід з Беном ідуть вечеряти разом зі Сью, яка погодилася трохи посидіти, поки не піде зустрітися з Віктором, що приїхав до санаторію відвідати її. При підготовці до вечері він помічає шрам у себе на скроні і піднісши руку до столових приладів помітив, що вони забряжчали. Рід, Сью і Бен голосно регочуть над своїми історіями, але раптом Бену стало трохи зле і він йде. Під час продовження розмови Сью стає невидимою і Рід це помічає. Вона лякається і випадково зачіпає пляшку з шампанським. Вона падає на підлогу, але Рід встигає її вхопити і помічає, що його рука розтягнулася наче гумова. До них прибігає оголений Джонні, прикриваючись курткою медсестри. Віктор, чекаючи на Сью виявляє, що в нього починає випадати волосся. Він дивиться в дзеркало і при дотику до стійки у приміщенні раптом замиготіли лампи. Бену стає гірше. Рід і Сью йдуть до нього та по дорозі теоретизують, що космічна хмара змінила їх ДНК. Бену тим часом зовсім гіршає і він корчиться в ліжку. Прибувша до його кімнати Сью намагається відчинити двері, але марно. Рід використовує свої нові здібності і просочивши руку під дверима відкриває замок зсередини. Раптом вони чують звук удару і при вході в кімнату бачать що Бен утік. Через діру у стіні Джонні помічає якусь істоту. Рід пояснює прибулому Віктору, що з Беном сталися зміни під впливом хмари. Він бачить фотографію його дружини і розуміє, що його друг вирушив додому.
Бен прибуває до Нью-Йорку і краде одяг великих розмірів. Прийшовши до дому дружини він зателефонував до неї і попросив вийти надвір. Деббі виходить до нього і з жахом виявляє, що Бен перетворився на істоту з помаранчевого каменю. Вона лякається його вигляду і тікає. Вранці прибулі до міста Рід, Сью та Джонні їдуть до Деббі через Бруклінський міст. На мосту сидить засмучений Бен і намагається врятувати самогубця який збирається стрибнути з мосту. Той лякається Бена і відступає від краю. Самогубець падає на дорогу і він стрибає за ним. На них обох їде вантажівка і Бен спиняє її своїм тілом, спричинивши масштабну ДТП. Рід, Сью та Джонні намагаються пройти крізь натовп, використовуючи невидимість Сью. Бен тим часом допомогає постраждалому водію вибратися з вантажівки і тікає від поліції. На місце ДТП прибуває пожежна машина. Компанія починає шукати Бена і знаходить його, жахаючись того чим він став. Джонні помічає маленьку дівчинку і в цей самий момент вибухають газові балони. Джонні стрибає до неї і захищає її від вогню. Машина втрачає керування і в'їжджає в міст, руйнуючи опорні балки. Сью раптово виявляє здібності до генерації силового поля і рятує від вибуху людей, які за всім спостерігали. Машина починає потроху падати в річку, але її хапає Бен. Рід бачить, що пожежник от-от впаде з машини і рятує його, впіймавши в повітрі після того як він зірвався. Бен, ціною неймовірних зусиль, витягає пожежну машину назад на дорогу. Спочатку його хочуть заарештувати, але врятовані пожежники і натовп аплодують йому, завдяки за порятунок. Бен помічає Деббі, вона знімає його обручку, і йде геть. Рід допомогає Бену її підібрати і присягається, що допоможе йому стати знову нормальним. Команда виходить до репортерів, які вже встигли охрестити команду "Фантастичною четвіркою". Рід дає інтерв'ю, за яким спостерігає фон Дум. Його рада директорів заявляє, що банк припиняє фінансування його корпорації.
Фантастична Четвірка прибуває до Будівлі Бакстера де вже зібрався натовп шанувальників. Рід знайомить Сью та Джонні зі своїми апартаментами. Тим часом прибуває Віктор і вимагає щоб Рід усе виправив, під час цього раптово заблимало освітлення. Віктор іде геть і у злості б'є двері ліфту, але помічає що вони зім'ялися від удару і виявляє на своїх кісточках пальців металевий наліт. Команда починає дослідження своїх суперможливостей. Досліджуючи Бена Рід виявляє, що скам'яніли навіть його внутрішні органи. А Сью може створювати навколо об'єктів силові поля і завдяки самоконтролю може досконало оволодіти цією здібністю. Джонні під час дослідження починає розігріватися до 4000 кельвінів і ледь не плавить свою титанову камеру. Сью пояснює що така температура рівна створенню наднової зірки, а Рід каже, що він міг таким чином знищити все живе на планеті. Віктора тим часом досліджує його лікар і виявляє, що тканини тіла фон Дума вкриваються металоорганічним сплавом, міцнішим за титан чи вуглецеву сталь і твердішим за алмаз. Лікар хоче про це повідомити, але Віктор вбиває його і починає спостерігати за Рідом. Той виявляє, що їх одяг теж змінився під впливом бурі і має здатності подібні до їх здібностей. Сью під час прогулянки бачить усю команду на обкладинках глянцевих журналів і радить іншим членам команди не виходити поки у люди. Рід ділиться думкою про зцілення - він побудує апарат, який відтворить космічну бурю і завдяки цьому вони знову стануть нормальними. Віктор виявляє в себе нову здібність керування електроенергією і користується нею для вбивства голови банківської ради. 
Поки апарат готується, Джонні бачить по телевізору рекламу екстремальних трюків і вирішує показати клас на мотодромі. Прибувши туди він спочатку виконує простий трюк, але при зльоті на мотоциклі займається і намагається летіти сам, але падає. Публіка шаленіє і Джонні показує оновлений костюм з емблемою у вигляді цифри 4. Його інтерв'ю бачать інші члени команди і Рід помічає, що Джонні пришпандьорив цю емблему на усі костюми. Під час інтерв'ю він називає себе "Людиною-факелом", Ріда "Містером Фантастика", Сью - "Дівчиною-невидимкою", а Бена - "Істотою". Бен гнівається, почувши це, і команда їде до нього і Істота влаштовує розбірки з Людиною-Факелом. Бен увечері йде в бар і знайомиться зі сліпою жінкою Алісією. А Віктор забирає свої військові розробки і починає здійснювати задум зі знищення Фантастичної Четвірки. Спочатку він зустрічається з Істотою і налаштовує його проти Ріда. А він у цей час разом зі Сью сидить у планетарії, згадуючи минуле. Повернувшись до будівлі Бакстера, вони знаходять там Бена, який звинувачує Ріда у бездіяльності і влаштовує бійку. Містер Фантастик тим часом починає випробовувати пристрій на собі, але в нього нічого не виходить. Він плавиться і Сью хоче дати йому відпочити. Рід їй каже, що для успішного результату необхідно більше енергії. Фон Дум про це дізнається через камери стеження і дзвонить Леонарду щоб він привів Бена. Віктор зустрічає Істоту у кімнаті з машиною і запевняє його що апарат працює. Бен заходить у камеру і Віктор вмикає його. Але напруги бракує, тому він відкриває генератор випромінювання і підсилює його власними силами. Скачки напруги помічають Рід, Джонні та Сью та повертаються додому. Двері камери відкриваються і звідти виходить Бен, вже у людській подобі. Віктор же ще більше вкрився металом и Бен зрозумів, що він використав його. Фон Дум приголомшує Бена і нейтралізує Ріда. Спустившись донизу і вирішивши його забрати до себе, Віктор помічає що його обличчя спотворене. У себе в офісі він надягає сталеву маску, яку виготовили у його рідній країні Латверії і подарували йому як знак подяки за його вчинки для народу.
До будівлі прибігає Сью і помічає Бена. Згодом приходить Джонні і Сью йому каже що апарат працює. Бен каже їм що на Віктора теж вплинула хмара і він забрав Ріда. Фон Дум у цей час катує Ріда, заморозивши його гумове тіло. Потім, він запускає у Джонні Шторма ракету з тепловим наведенням. Джонні стрибає з будівлі і летить геть, щод відвести ракету від Сью та Бена. Його сестра збирається рятувати Ріда, а Бену, в розпачі від того що він накоїв, раптом приходить думка знову використати апарат. Джонні тим часом безуспішно намагається відірватися від ракети. У прибережній зоні Нью-Йорка він помічає баржу зі сміттям і підпалює її, сподіваючись обдурити ракету. Ракета влучає у баржу, що помічає фон Дум і думає, що Джонні загинув. У будівлю проникає Сью і намагається звільнити Ріда, але Віктор (який взяв собі прізвисько Доктор Дум) заскочує її зненацька. Поки Сью намагається переконати Віктора, Рід помічає що апарат у будівлі Бакстера знову працює. Віктор не хоче позбуватися своїх здібностей, тому між ним та Сью стається сутичка, у якій Доктор Дум перемагає. Раптом ззаду проломлює стіну Бен і ударом відкидає Віктора у двері. Поки вони звільняють Ріда, Доктор Дум отямлюється і хапає Бена викидаючись із ним з вікна. Вони потрапляють на вулицю, де Віктор знищує кілька поліцейських машин. Істота кидком авто відправляє Віктора в політ до автобуса і коли знову пробує напасти, Доктор Дум ударом струму через стовп ліхтаря перемагає Бена. Коли він вже готується його вбити, Віктора зупиняють Рід та Сью. Згодом до них приєднується Джонні і починається новий етап битви. Рід знерухомлює Віктора і кричить Джонні, щоб він утворив "наднову". Людина-Факел створює велетенський вогняний купол, який плавить Доктора Дума, а Сью намагається його стримати. Джонні знесилюється і Рід за допомогою Бена обливає розплавленого Доктора Дума водою і тим самим перетворює його на статую. Місто вітає своїх героїв.
На вечірці в їхню честь Бен схоже звик до свого нового вигляду, а Рід попросив руки Сью, на що вона згодилася. Джонні знову кепкує з Бена і тікаючи від нього злітає у небо, створюючи символ Фантастичної Четвірки. Доктора Дума тим часом на кораблі доправляють до Латверії, і під час завантаження у електрообладнання стаються перебої, а отже Віктор фон Дум ще не до кінця переможений.

## Ролі
- Йоан Гріффідд — Рід Річардс / Містер Фантастик
- Джессіка Альба — Сью Шторм / Жінка-невидимка
- Майкл Чикліс — Бен Грімм / Істота
- Кріс Еванс — Джонні Шторм / Людина-факел
- Джуліан Макмехон — Віктор Фон Дум / Доктор Дум
- Керрі Вашингтон — Алісія Мастерс
- Лорі Голден — Деббі Макілвейн
- Марія Менунос — медсестра
- Стен Лі — Віллі Лампкін

## Саундтрек
Fantastic 4: The Album — офіційний саундтрек фільму Фантастична четвірка.
| #   | Назва                                 | Виконавець                     | Тривалість |
| --- | ------------------------------------- | ------------------------------ | ---------- |
| 1.  | «Come On, Come In»                    | Velvet Revolver                | 3:50       |
| 2.  | «Error: Operator» (демо версія)       | Taking Back Sunday             | 3:09       |
| 3.  | «Relax»                               | Chingy                         | 3:31       |
| 4.  | «What Ever Happened to the Heroes»    | Джосс Стоун                    | 3:56       |
| 5.  | «Waiting (Save Your Life)»            | Omnisoul                       | 4:02       |
| 6.  | «Always Come Back to You»             | Райан Кабрера                  | 3:33       |
| 7.  | «Everything Burns»                    | Бен Муді із Anastacia          | 3:41       |
| 8.  | «New World Symphony»                  | Miri Ben-Ari із Pharoahe Monch | 4:01       |
| 9.  | «Die for You» (мікс Fantastic Four)   | Меган Маккелі                  | 3:49       |
| 10. | «Noots»                               | Sum 41                         | 3:49       |
| 11. | «Surrender» (Cheap Trick кавер)       | Simple Plan                    | 2:58       |
| 12. | «I'll Take You Down»                  | T.F.F.                         | 2:50       |
| 13. | «On Fire»                             | Ллойд Бенкс                    | 3:07       |
| 14. | «Reverie»                             | Меган Маккейлі                 | 3:55       |
| 15. | «Goodbye to You»                      | Breaking Point                 | 3:51       |
| 16. | «Shed My Skin»                        | Alter Bridge                   | 5:08       |
| 17. | «In Due Time»                         | Submersed                      | 4:04       |
| 18. | «Disposable Sunshine»                 | Loser                          | 3:27       |
| 19. | «Now You Know»                        | Miss Eighty 6 із Classic       | 3:03       |
| 20. | «Kirikirimai» (Fantastic Four ремікс) | Orange Range                   | 3:14       |

Альбом Джона Оттмена, що вийшов на Varèse Sarabande 12 липня 2005 р.
1. Main Titles (2:34)
2. Cosmic Storm (4:47)
3. Superheroes (5:52)
4. Experiments (2:41)
5. Planetarium (1:28)
6. Entanglement (1:13)
7. Power Hungry (4:26)
8. Changing (2:47)
9. Lab Rat (4:50)
10. Unlikely Saviors (2:15)
11. Bye Bye Ned (2:16)
12. Battling Doom (7:02)
13. Bon Voyage (1:16)
14. Fantastic Proposal (2:21)

## Нагороди
Дві номінації на премії каналу «MTV» (2006):
- Найкращий герой (Джессіка Альба)
- Найкраща екранна команда (Джессіка Альба, Майкл Чикліс, Кріс Еванс, Йоан Гріффідд)

## Цікаві факти
- Ця стрічка — аж ніяк не перша екранізація «Фантастичної четвірки». Попередня була здійснена в 1994 році, проте досі не вийшла в прокат і, найімовірніше, цього не станеться ніколи. Єдиною причиною створення даної версії були умови отримання авторських прав. Якби проєкт не був запущений в певний час, студія назавжди втратила б права на екранізацію.
- На режисерське крісло рівною мірою претендували Кріс Коламбус, Пейтон Рід, Стівен Содерберг та Шон Остін.
- На роль Джоні Сторма пробувався Пол Вокер.
- На роль Сьюзен Сторм / Дівчата-невидимки пробувалися Джулія Стайлз, Кейт Босворт, Рейчел Макадамс, Елізабет Бенкс та Каді Стрикленд. Зрештою роль дістала Джессіка Альба.
- На роль доктора Дума претендував Тім Роббінс.
- Для того, щоб краще вжитися в роль Істоти, виконавець ролі, Майкл Чикліс читав своїм дітям казки, надягаючи спеціальні зубні протези.
- Для того, щоб одягатися в костюм Істоти, Майкл Чикліс витрачав близько трьох годин.
- Попри те, що Стен Лі, засновник студії коміксів Marvel, епізодично з'являвся в картинах-екранізаціях своїх коміксів, вперше йому дісталася повноцінна роль. У картині йому довелося зіграти Віллі Лампкіна, листоноші і просто хорошого приятеля «Фантастичної Четвірки», який приносить Ріду Річардсу пачку рахунків.
- У сцені знайомства Бена Гріма (Істота) з Алісією в барі Бен вигукує: «Якщо Бог існує, то він явно не зі мною!» Алісія відповідає: "Не Він, а Вона. І вона всіх любить. «Це пряме відсилання до фільму» Догма ", де Бог у відкриту названий жінкою (майже така ж фраза належить музи Серендіпіті).
- У фінальній сцені, коли доктора Дума поміщають в контейнер серед сотень таких же контейнерів на кораблі, видно назву корабля — «Головка пальця ноги».